# Distretto di Suntō
Il distretto di Suntō (駿東郡, Suntō-gun?) è uno dei distretti della prefettura di Shizuoka, in Giappone.
Attualmente fanno parte del distretto i comuni di Nagaizumi, Oyama e Shimizu.
| Controllo di autorità | VIAF (EN) 136113775 · LCCN (EN) n85253847 · J9U (EN, HE) 987007564724405171 · NDL (EN, JA) 00303245 |